# Comunità Rotaliana-Königsberg
La Comunità Rotaliana-Königsberg (C13) è una comunità di valle della Provincia autonoma di Trento.

## Storia
È stata istituita con la legge provinciale n° 3 del 16 giugno 2006, con una composizione iniziale di otto comuni, in precedenza facenti parte del Comprensorio della Valle dell'Adige.
Nel 2019, la fusione di due membri della Comunita, Zambana e Nave San Rocco, ha dato origine al comune di Terre d'Adige, subentrato a nella Comunità Rotaliana-Königsberg, facendo scendere a sette il conto dei  comuni.
Nel 2020 il comune di Faedo viene annesso al comune di San Michele all'Adige: da allora, la Comunità Rotaliana-Königsberg conta sei comuni.

### Simboli
Stemma: Scudo circolare diviso diametralmente in due campi e avente le seguenti caratteristiche:
il campo inferiore in smalto azzurro ed il campo superiore bianco bordato azzurro. Il lato sinistro in alto rappresenta l’unità culturale resa mediante l’antico castello di Montereale. La pezza è costituita dalla stilizzazione del manufatto reso mediante un quadrato ed un triangolo sovrapposti in smalto rosso; sono rappresentate le sue caratteristiche fisiche prioritarie, il fronte con le merlature a due falde coincidenti, i quattro ordini di finestre resi in bianco, posti in distribuzione e forma irregolare con le prime tre di maggior dimensione nella sequenza a salire di 3, 5, 2, 1 ed il portone principale in posizione destra, aperto in bianco con in sommità un piccolo triangolo blu. La cortina muraria merlata, immediatamente a sinistra dell’edificio è anch’essa resa in blu a perdersi nella pezza di destra.
Nel campo destro in alto è rappresentata l’unità economica-produttiva nella vite (vitis vinifera) ricca di foglie e viticci, fruttata d’uva. Simbolo dell’economia primaria legata alla terra, quale relazione cardinale che qui compare dalla notte dei tempi, foriera delle prime forme economico commerciali. La pezza rappresenta una vite stilizzata in smalto verde su fondo bianco movente da sinistra. Il grappolo d’uva è composto da 6 acini di forma rotonda nella sequenza a salire di 1, 2, 3. Unità morfologica-territoriale. Nel campo inferiore destro nel campo azzurro diviso verticalmente con proporzione 2/5 del diametro è rappresentato il fiume, generatore del territorio, “padre” primario nella genesi della Valle dell’Adige qui rappresentato con delle linee ondulate e prospettiche per sottolinearne il lento scorrere. La pezza è limitata sul suo margine destro superiore da un triangolo regolare azzurro con lato superiore coincidente al diametro dello scudo della proporzione di metà del fiume. E limitata, sulla circonferenza dello scudo, da una bordatura dello stesso azzurro del fonda Il fiume è reso con segni bianchi.
Nel campo inferiore sinistro con proporzione 3/5 si è scelto di inserire in smalto bianco il motto: “COMUNITÀ” che muove immediatamente sotto il diametro, allineato alla sommità del ‘fiume” e contenuto sul lato sinistro dal motto “ROTALIANA-KÖNIGSBERG” su due linee concentriche seguenti il diametro esterno dello scudo. (D.G.P. 07/06/2013)
Gonfalone (mai realizzato): Drappo rettangolare di cm. 90 x cm 180, del colore di tre smalti dello stemma, il blu bianco e verde divisi in tre campi sovrapposti, e avente le seguenti caratteristiche:
il drappo è sospeso mediante un bilico mobile ad un'asta ricoperta di velluto blu, con bullette poste a spirale, e terminata in punta da una freccia, sulla quale sarà riprodotto lo stemma, e sul gambo il nome dell’ente, Il gonfalone ornato e frangiato è caricato, nel centro, dello stemma della Comunità, sormontato dall’iscrizione centrata (convessa verso l’alto) e posta su due righe “Comunità Rotaliana-Königsberg”
La cravatta frangiata consiste in nastri tricolorati dai colori nazionali Le parti metalliche del gonfalone sono dorate. Sono analogamente dorate ricami cordoni iscrizione e bullette a spirale.
Il campo bianco centrale accoglie l’insegna costituita da uno scudo circolare diviso diametralmente in due campi; il campo inferiore in smalto azzurro ed il campo superiore bianco bordato azzurro. (D.G.P. 07/06/2013)

## Geografia fisica
La comunità rotaliana confina ad est con la Comunità della Valle di Cembra (5), a nord con la Provincia autonoma di Bolzano, ad ovest con la Comunità della Val di Non (6) e con la Comunità della Paganella (14) e a sud con la Comunità della Valle dei Laghi (16) e con il Territorio della Val d'Adige (15).

## Comuni appartenenti
- Popolazione: dati ISTAT aggiornati al 1º gennaio 2010
- Superficie: dati espressi in Chilometri quadrati (km²)
- Altitudine: dati espressi in Metri sul livello del mare (m s.l.m.)

| Stemma | Comune                | Popolazione | Superficie | Altitudine |
| ------ | --------------------- | ----------- | ---------- | ---------- |
|        | Lavis                 | 8588        | 12,44      | 238        |
|        | Mezzocorona           | 5137        | 25,42      | 219        |
|        | Mezzolombardo         | 7083        | 13,82      | 227        |
|        | Roveré della Luna     | 1581        | 10,41      | 251        |
|        | San Michele all'Adige | 3863        | 15,94      | 228        |
|        | Terre d'Adige         | 3163        | 16,58      | 206        |

Il comune di Giovo è storicamente legato alla zona Rotaliana-Königsberg (Comitatus Zovi et Faedi), ma fa parte della Comunità della Valle di Cembra.
- Dati Provincia TN, su tuttitalia.it.
- Popolazione al 01-01-2010, su statistica.provincia.tn.it.